# Chassiecq
Chassiecq é uma comuna francesa na região administrativa da Nova Aquitânia, no departamento de Charente. Estende-se por uma área de 13,06 km². Em 2010 a comuna tinha 144 habitantes (densidade: 11 hab./km²).